# Phyllis Covell
Phyllis Lindrea Covell (nascida Howkins: Londres, 22 de maio de 1895 — Heyshott, 28 de outubro de 1982) foi uma tenista britânica. Medalhista olímpico de prata, em duplas com Kitty McKane.

## Grand Slam finais

### Duplas: 4 (1 título, 3 vices)
| Resultado | Ano  | Torneio                     | Parceira         | Oponentes                      | Placar        |
| Campeã    | 1923 | U.S. National Championships | Kitty McKane     | Hazel Hotchkiss Eleanor Goss   | 2–6, 6–2, 6–1 |
| Vice      | 1924 | Wimbledon                   | Kitty McKane     | Hazel Hotchkiss Helen Wills    | 4–6, 4–6      |
| Vice      | 1929 | Wimbledon                   | Dorothy Shepherd | Peggy Saunders Phoebe Holcroft | 4–6, 6–8      |
| Vice      | 1929 | U.S. National Championships | Dorothy Shepherd | Peggy Saunders Phoebe Holcroft | 6–2, 3–6, 4–6 |

### Duplas Mistas: 2 (2 vices)
| Resultado | Ano  | Torneio                     | Parceiro        | Oponentes                      | Placar   |
| Vice      | 1921 | Wimbledon                   | Maxwell Woosnam | Elizabeth Ryan Randolph Lycett | 3–6, 1–6 |
| Vice      | 1929 | U.S. National Championships | Bunny Austin    | Betty Nuthall George Lott      | 3–6, 3–6 |